# Northern Extended Millimeter Array
Northern Extended Millimeter Array (zkratka NOEMA) je jedno z největších astronomických zařízení v Evropě a v pásmu milimetrových vlnových délek (které je vhodné zejména pro pozorování velmi chladných objektů, kolem -250 stupňů Celsia) jde o nejvýkonnější soustavu radioteleskopů na severní polokouli. Skládá se ze soustavy dvanácti patnáctimetrových antén, které se mohou rozprostřít na vzdálenost až 1,7 kilometru a pracují společně jako jeden velký radioteleskop.
NOEMA je nástupcem rádiového interferometru Plateau de Bure (ve kterém bylo radioteleskopů pouze šest) a přestože se celá síť radioteleskopů nachází na území Francie, provozuje ji mezinárodní výzkumný institut IRAM (Institut de radioastronomie millimétrique). Observatoř se nachází v nadmořské výšce přes 2500 metrů na jedné z nejrozsáhlejších a nejvýše položených evropských náhorních plošin, na Plateau de Bure ve francouzských Alpách. Spolu s druhou observatoří, kterou také provozuje institut IRAM (observatoř IRAM Pico Veleta ve Španělsku) je součástí celosvětové soustavy Event Horizon Telescope.

## Výzkum a hlavní výsledky
V porovnání s optickou astronomií, která se zaměřuje zejména na hvězdy, které mají obvykle teplotu několik tisíc stupňů Celsia, radioteleskopy pracující v pásmu milimetrových vlnových délek (jako je právě NOEMA), zkoumají chladný vesmír (kolem –250 stupňů Celsia). NOEMA je schopna sledovat vznik prvních galaxie ve vesmíru, pozorovat superobří černé díry v centru galaxií, analyzovat chemický vývoj a dynamiku blízkých galaxií, detekovat organické molekuly a možné klíčové prvky života a zkoumat vznik hvězd a výskyt planetárních systémů.
V posledních 30 letech vykonala NOEMA průkopnickou práci v mnoha oblastech radioastronomie. Pozorovala nejvzdálenější dosud známé galaxie a společně se „sesterským“ třicetimetrovým radioteleskopem na observatoři IRAM Pico Veleta ve Španělsku pořídila první kompletní a detailní rádiové snímky blízkých galaxií a jejich plynu. NOEMA také v roce 1994 získala první snímky plynného disku obklopujícího dvojhvězdný systém GG Tauri. Její antény v roce 2011 také poprvé zachytily dutinu v jednom z těchto disků, což je významná indicie pro existenci planetárního systému obíhajícího kolem nové hvězdy a pohlcujícího na své dráze mezihvězdnou hmotu. Obě observatoře provozované institutem IRAM s využitím astronomické spektroskopie do roku 2018společně objevila třetinu dosud známých mezihvězdných molekul.

## Fotogalerie

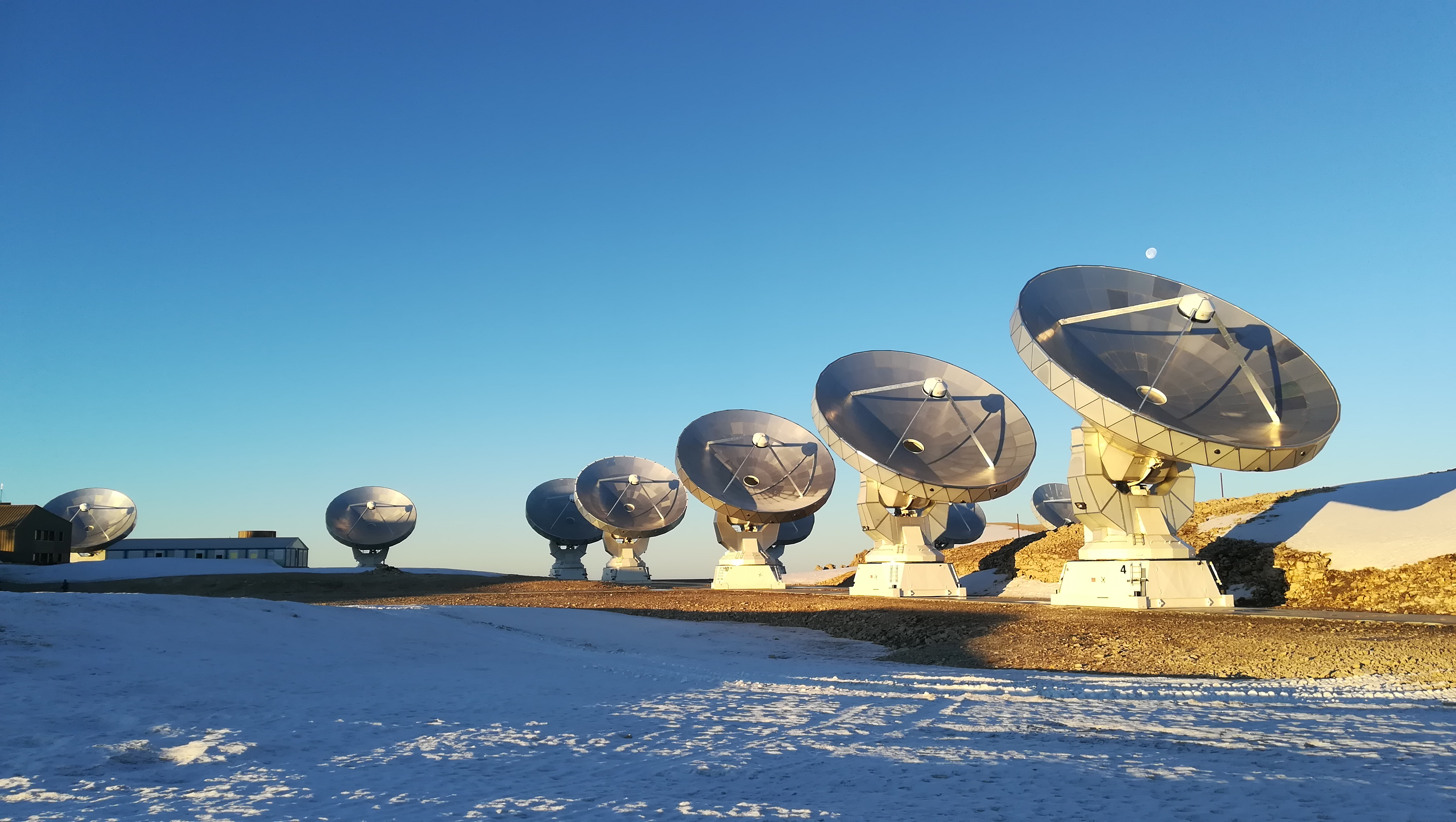
Observatoř NOEMA
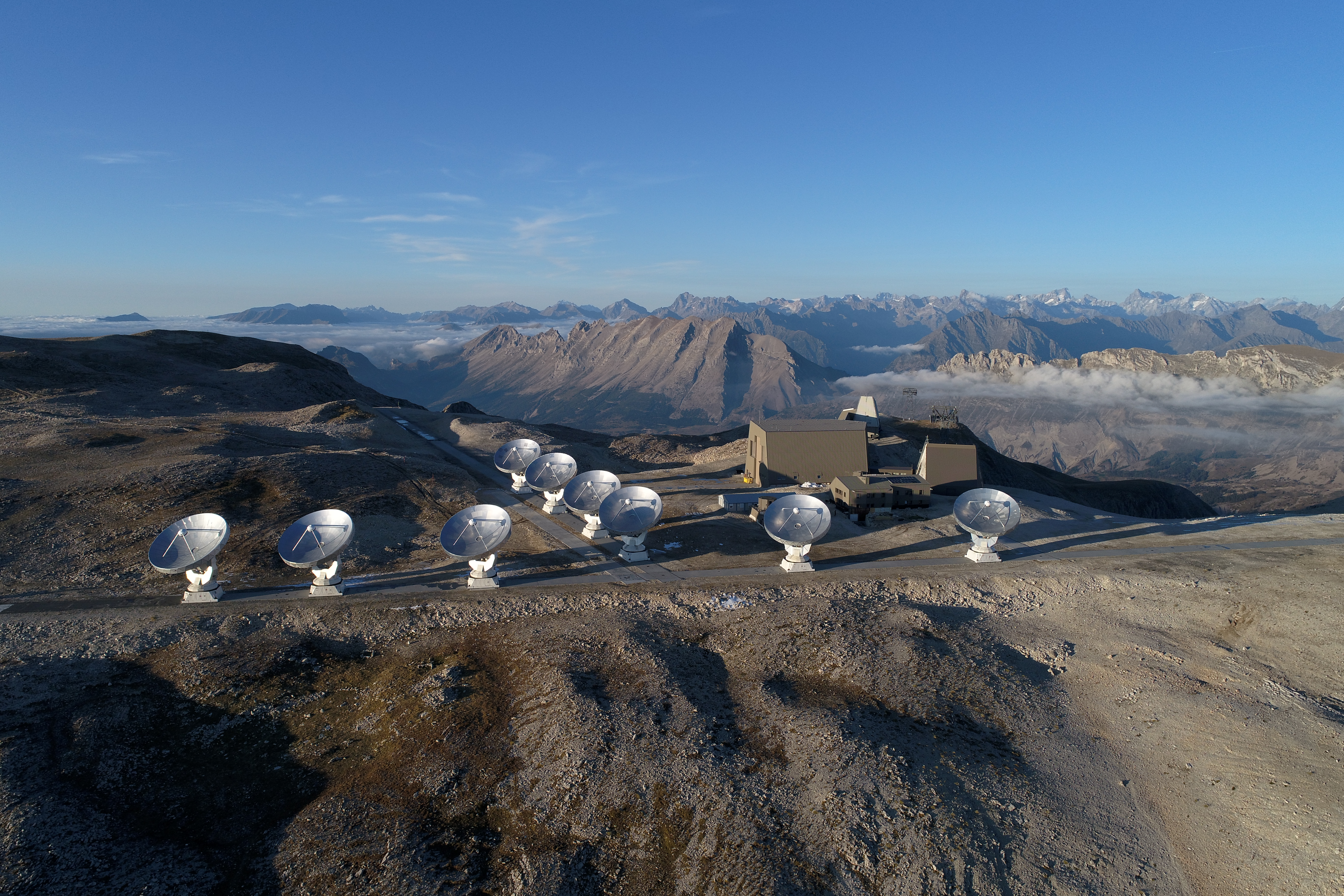
Umístění na náhorní plošině Plateau de Bure, francouzské Alpy
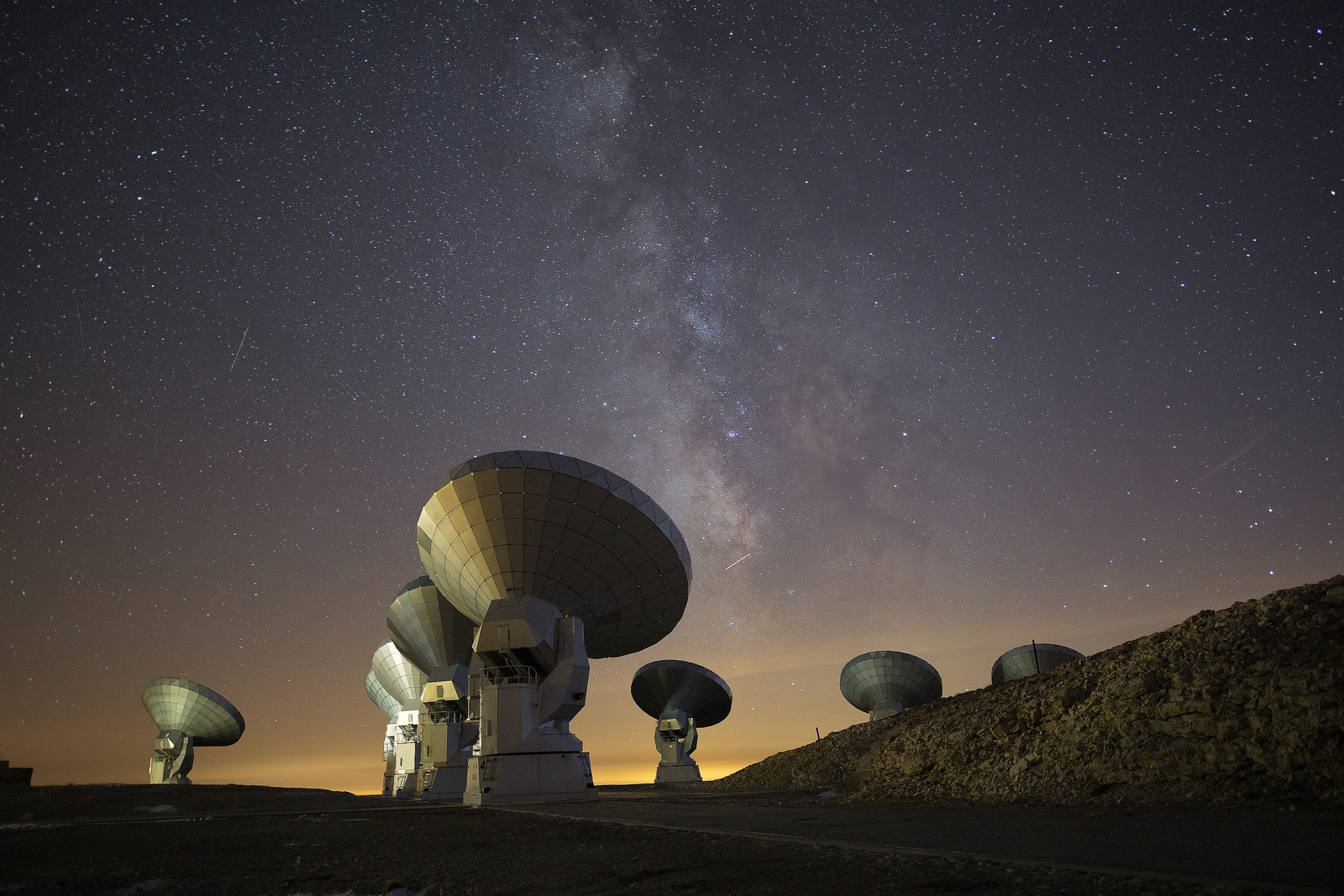
NOEMA při noční obloze
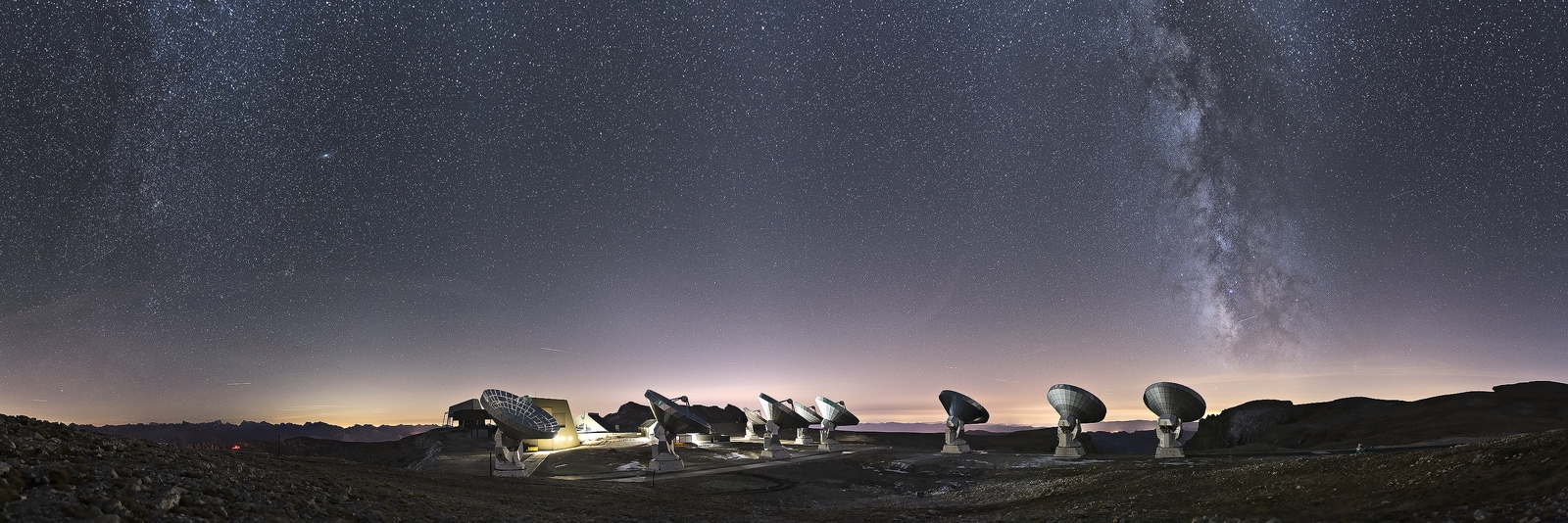
NOEMA při noční obloze s Mléčnou dráhou